# الأمراض نفسية المنشأ
يمكن أن تنتج هذه الاضطرابات عن الصراعات العقلية أو العاطفية.
في معظم الحالات، لم يتم تحديد وجود خلل هيكلي أو تشريحي، كما هو الحال في المرض العضوي، ولكن هذا لا يشير إلى احتمالية وجود خلل جيني أو كيميائي حيوي أو كهربي أو غيرها من الاختلالات التي قد تكون موجودة ولكننا لا نمتلك التقنية أو الخلفية التي تساعدنا على تحديدها.
وتمثل الاضطرابات نفسية المنشأ قطاعًا أكبر من الاضطرابات النفسية الجسدية، لأنها تتضمن الحالات الهستيرية التي لا يحدث فيها أي تغير فسيولوجي في الأنسجة المحيطية، بالإضافة إلى الاضطرابات النفسية الجسدية التي تحدث فيها بعض التغيرات الفسيولوجية.
وتعد الحمى نفسية المنشأ أحد الأمراض النفسية المنشأ الأكثر شيوعًا. حيث يعاني مرضى الحمى نفسية المنشأ من ارتفاع حاد أو دائم في درجة حرارة الجسم عن درجة حرارة الجسم الطبيعية في المواقف الصعبة التي يتعرضون فيها للضغط. وعلى الرغم من التقارير الكثيرة التي تتناول الحمى نفسية المنشأ، فلا تتوافر عنها سوى دراسات وبائية قليلة (Biopsychosoc Med. 2007).
في بعض الأحيان، قد تحدث الإصابة بالحمى النفسية المنشأ. وعادة ما تحدث الإصابة بين المرضى الذين يعانون من الاضطرابات النفسية. وفي هذه الحالات، تزداد ضربات القلب حتى في حالات ارتفاع درجة الحرارة بصورة طفيفة.
(الفيسيولوجيا المرضية؛ مبادئ الأمراض 1995 الصحافة الإلكترونية الأكاديمية).